# Heaven (chanson de Bryan Adams)
Pour les articles homonymes, voir Heaven.
Singles de Bryan Adams
Somebody
(1985) Summer of '69
(1985)
Heaven est une chanson interprétée par le chanteur de rock canadien Bryan Adams qu'il a co-écrite avec Jim Vallance. Enregistrée en 1983, elle apparaît tout d'abord sur la bande originale du film Strip Academy (titre original: A Night in Heaven) de John G. Avildsen sorti la même année.
Elle est ensuite incluse dans l'album Reckless, publié en novembre 1984, dont elle est le troisième single extrait le 9 avril 1985.
La chanson se classe notamment en tête du Billboard Hot 100.
Selon Jim Vallance, co-auteur de la chanson, la source d'inspiration est un morceau du groupe Journey (pour lequel Bryan Adams a joué en première partie) intitulé Faithfully. Par ailleurs, le batteur de Journey, Steve Smith, participe à l'enregistrement de Heaven.
Heaven a été reprise en 2001 dans une version eurodance par DJ Sammy et Yanou feat. Do qui a obtenu un important succès.
En 2017, Pagadixx la reprennent, toujours en version eurodance sur la base de la version de DJ Sammy.

## Classements hebdomadaires
| Classement (1985)                      | Meilleure position |
| -------------------------------------- | ------------------ |
| Allemagne (Media Control AG)           | 28                 |
| Australie (Kent Music Report)          | 12                 |
| Belgique (Flandre Ultratop 50 Singles) | 29                 |
| Canada (RPM 100 Singles)               | 11                 |
| Espagne (AFYVE)                        | 9                  |
| États-Unis (Billboard Hot 100)         | 1                  |
| Irlande (IRMA)                         | 11                 |
| Norvège (VG-lista)                     | 3                  |
| Nouvelle-Zélande (RMNZ)                | 17                 |
| Pays-Bas (Single Top 100)              | 28                 |
| Royaume-Uni (UK Singles Chart)         | 38                 |
| Suède (Sverigetopplistan)              | 8                  |
| Suisse (Schweizer Hitparade)           | 14                 |

| Classement (2012)    | Meilleure position |
| -------------------- | ------------------ |
| Espagne (PROMUSICAE) | 43                 |

## Certifications
| Pays                  | Certification | Unités certifiées |
| --------------------- | ------------- | ----------------- |
| Canada (Music Canada) | Or            | 50 000            |
| Danemark (IFPI)       | Or            | 45 000            |
| Italie (FIMI)         | Or            | 35 000            |
| Royaume-Uni (BPI)     | Platine       | 600 000           |

## Version de DJ Sammy et Yanou feat. Do
Singles par DJ Sammy
In 2 Eternity
(1999) Sunlight
(2002)
Singles par Yanou
On & On
(2003)
Singles par Do
"Love Is Killing Me
(2004)
Pistes de Heaven
1. California Dreamin' 3. Sunlight
Heaven, interprété par DJ Sammy et Yanou avec la participation vocale de la chanteuse Do, sort en single le 21 novembre 2001 en Europe.
Deuxième single extrait de l'album studio Heaven de DJ Sammy, la chanson est produite par DJ Sammy et Yanou.
Heaven atteint la 1re place au Royaume-Uni et numéro 8 au classement américain Billboard Hot 100. La chanson est incluse dans le jeu vidéo Dance Dance Revolution et réapparait dans les hit-parades le 17 novembre 2007. Cette version a été samplée par Nina Sky avec la chanson Beautiful People.
Le 28 octobre 2009, soit 7 ans après sa sortie sur le continent américain la chanson est certifié disque d'or par le Recording Industry Association of America avec 500 000 ventes. La chanteuse Do chante cette chanson avec le groupe Westlife en 2002 au Royaume-Uni.

### Liste des pistes
CD-Maxi
1. Heaven (S'N'Y Mix Radio Edit)	- 3:55
2. Heaven (S'N'Y Mix Extended) - 5:17
3. Heaven (Green Court Remix) - 6:19
4. The Blue - 4:15
5. Heaven (Yanou's Candlelight Remix) - 4:01

### Classements et certifications
| Classement (2002–2004)                    | Meilleure position |
| ----------------------------------------- | ------------------ |
| Australie (ARIA)                          | 4                  |
| Autriche (Ö3 Austria Top 40)              | 16                 |
| Belgique (Flandre Ultratop 50 Singles)    | 14                 |
| Belgique (Wallonie Ultratop 50 Singles)   | 34                 |
| Canada (Nielsen SoundScan)                | 7                  |
| Europe (Eurochart Hot 100)                | 8                  |
| France (SNEP)                             | 5                  |
| Allemagne (Media Control AG)              | 10                 |
| Irlande (IRMA)                            | 3                  |
| Pays-Bas (Nederlandse Top 40)             | 4                  |
| Nouvelle-Zélande (RMNZ)                   | 41                 |
| Norvège (VG-lista)                        | 8                  |
| Roumanie (Romanian Top 100)               | 28                 |
| Espagne (AFYVE)                           | 16                 |
| Suède (Sverigetopplistan)                 | 17                 |
| Suisse (Schweizer Hitparade)              | 39                 |
| Royaume-Uni (The Official Charts Company) | 1                  |
| États-Unis Billboard Hot 100              | 8                  |
| États-Unis Billboard Hot Dance Club Play  | 30                 |

| Classement (2000–2009)                    | Position |
| ----------------------------------------- | -------- |
| Royaume-Uni (The Official Charts Company) | 77       |

| Pays              | Certification | Unités certifiées |
| ----------------- | ------------- | ----------------- |
| Australie (ARIA)  | Platine       | 70 000            |
| États-Unis (RIAA) | Or            | 500 000           |
| France (SNEP)     | Or            | 250 000           |
| Norvège (IFPI)    | Or            | ?                 |
| Royaume-Uni (BPI) | 2 × Platine   | 1 200 000         |